# Orianajea fuscocostatula
Orianajea fuscocostatula är en insektsart som först beskrevs av Jacobi 1917.  Orianajea fuscocostatula ingår i släktet Orianajea och familjen dvärgstritar. Inga underarter finns listade i Catalogue of Life.